# Karosa B 951
Karosa B 951 – model miejskiego autobusu, który został wyprodukowany przez firmę Karosa w Vysoké Mýto w latach 2002 do 2007 (wariant B 951 E od roku 2003). Jest następcą modelu B 931.

## Opis autobusu
Ten 11-metrowy autobus niskowejściowy (posiadający niską podłogę tylko przy drzwiach wejściowych) zdolny jest pomieścić 99 osób, w tym 31 na miejscach siedzących. Posiada sterowane pneumatycznie drzwi w układzie 2-2-2, które otwierane są na zewnątrz.

## Konstrukcja
Autobus jest modyfikacją modelu B 931. B 951 to dwuosiowy autobus z samonośnym typem nadwozia z ramami częściowymi. Silnik z przekładnią znajduje się za tylną osią (przekładnia została wykonana przez firmę Meritor, a osie przez Škoda). Wygląd przodu i tyłu nawiązuje do B 931. W środku, dla pasażerów, montowane są siedzenia pokryte tworzywem sztucznym.

## Produkcja
Od 2003 r. ten autobus był produkowany wyłącznie w lekko zmodyfikowanej wersji oznaczonej jako B 951 E, która różni się jedynie o sposób mocowania przednich szyb. W B 951 były mocowane za pomocą gumy, a w B 951 E za pomocą kleju (na zamówienie można kupić także z mocowaniem przy użyciu gumy).

## Galeria

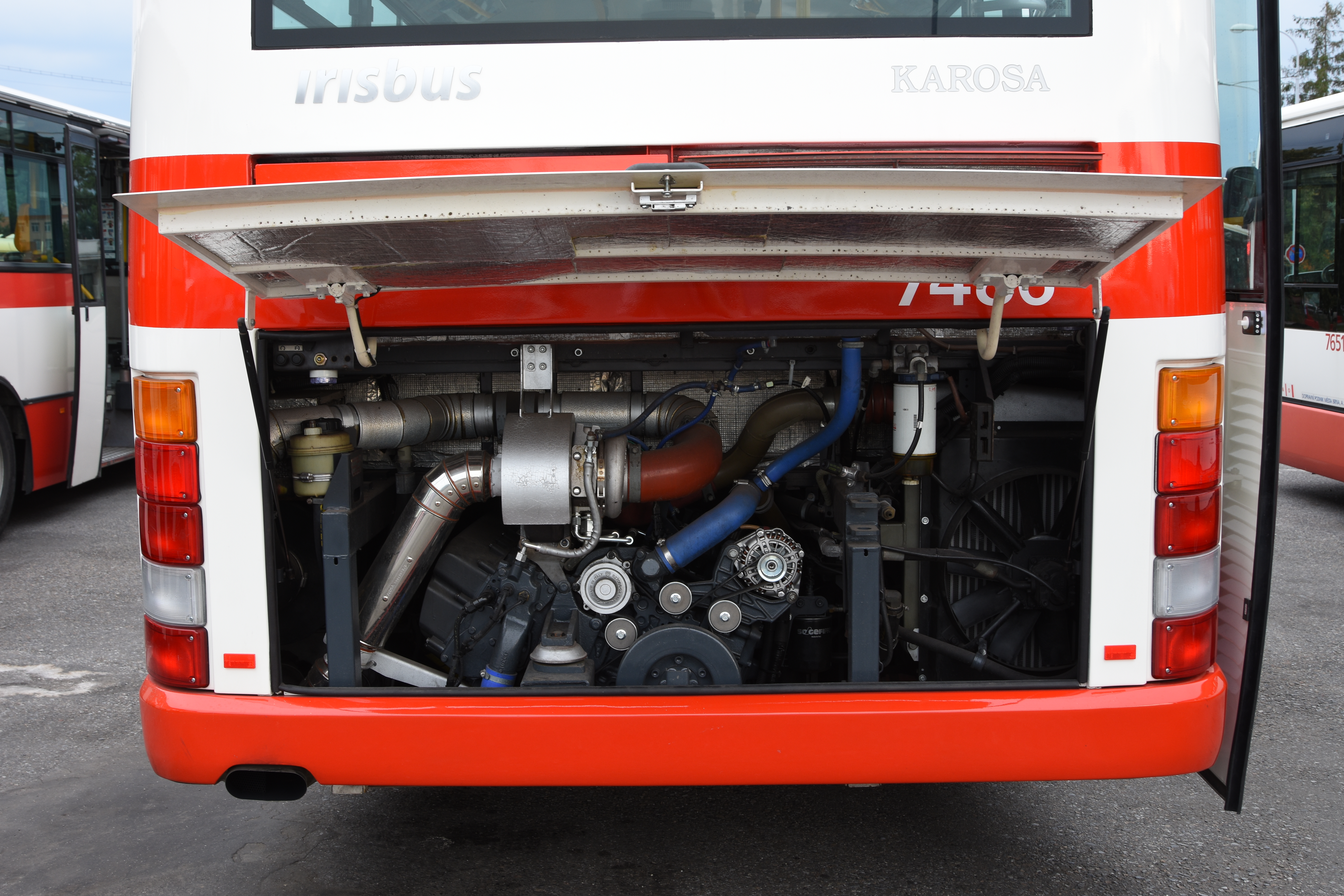
Silnik Karosy B 951
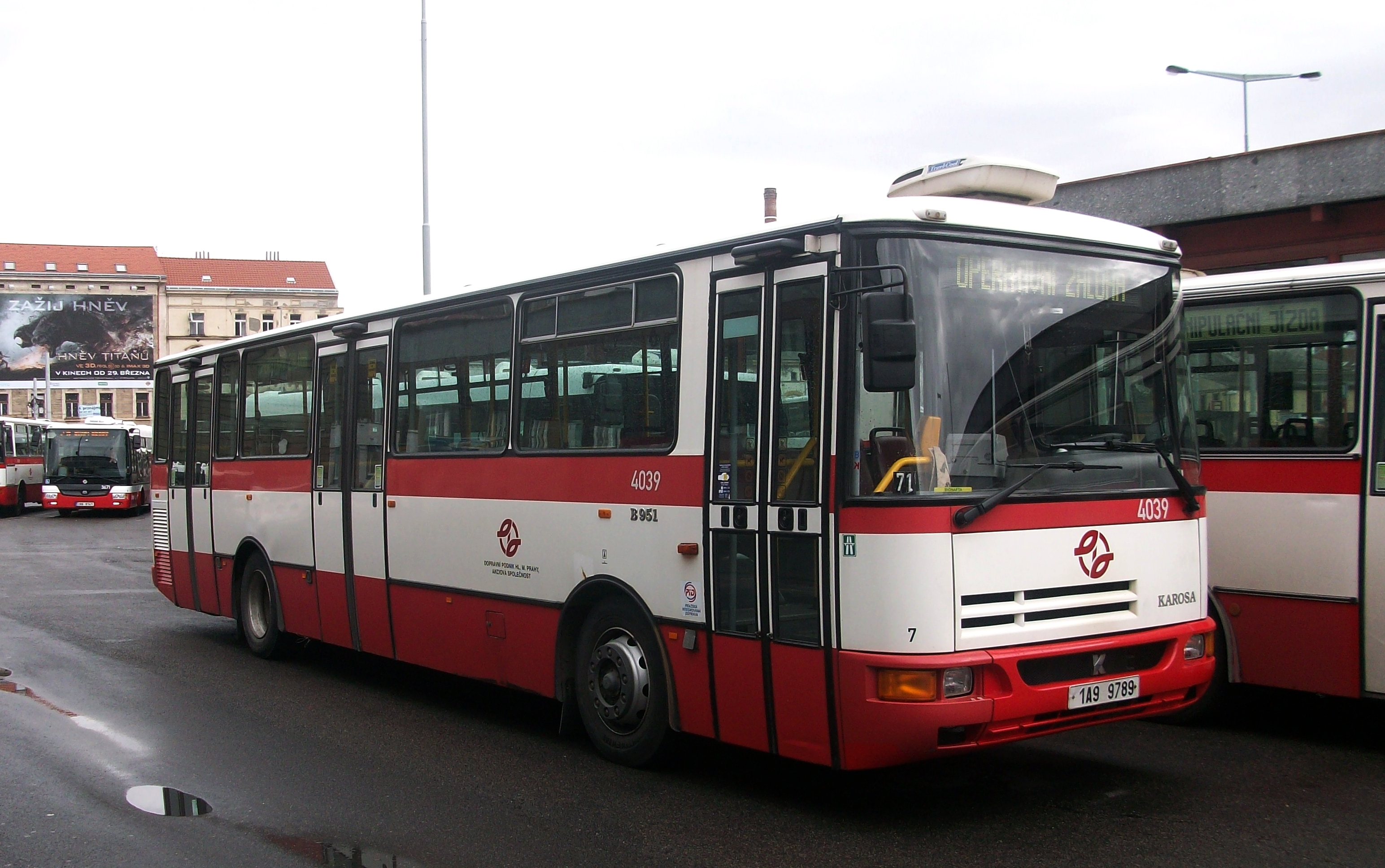
Karosa B 951 w Pradze
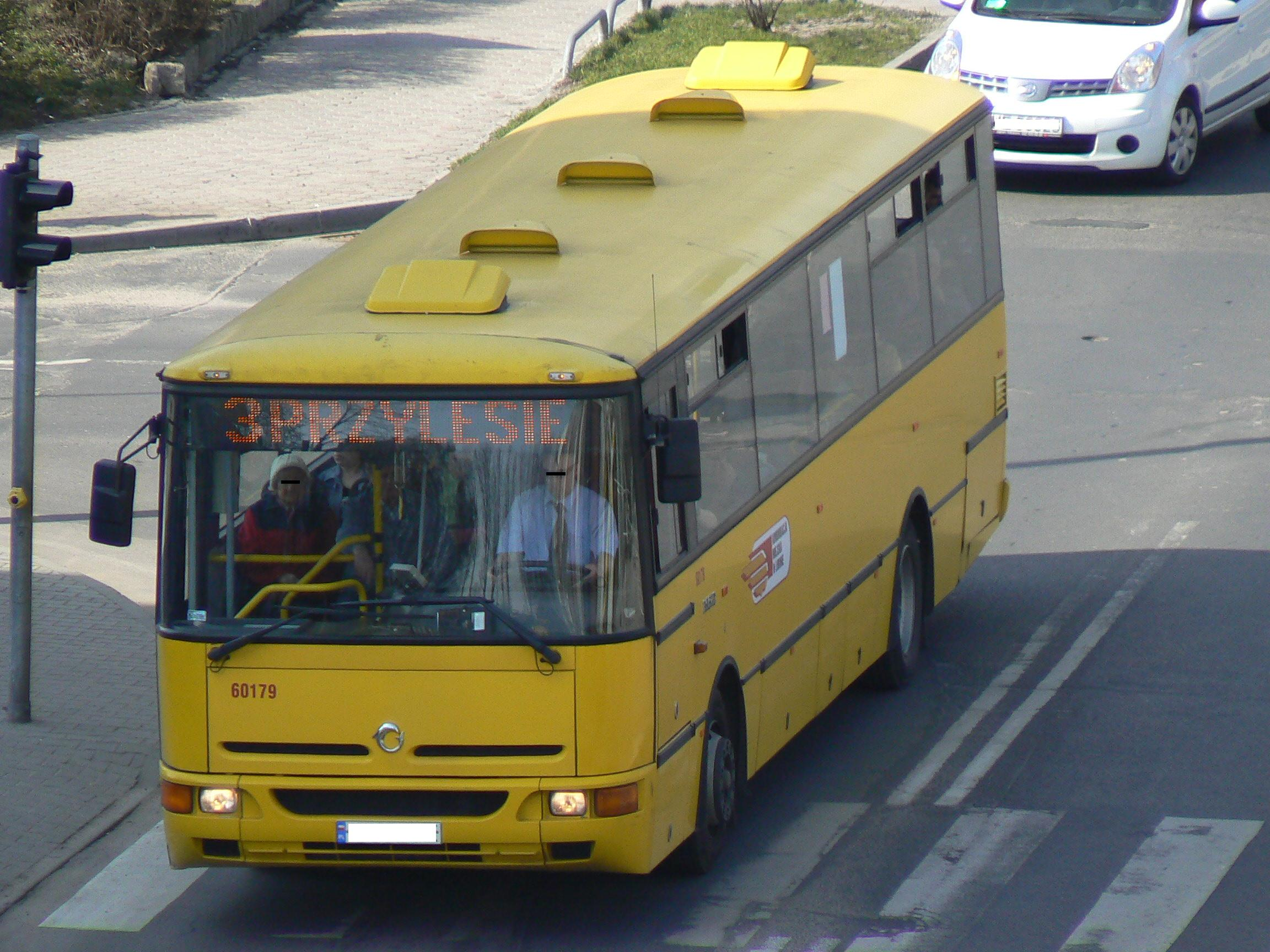
Karosa B 951 E w Lubinie
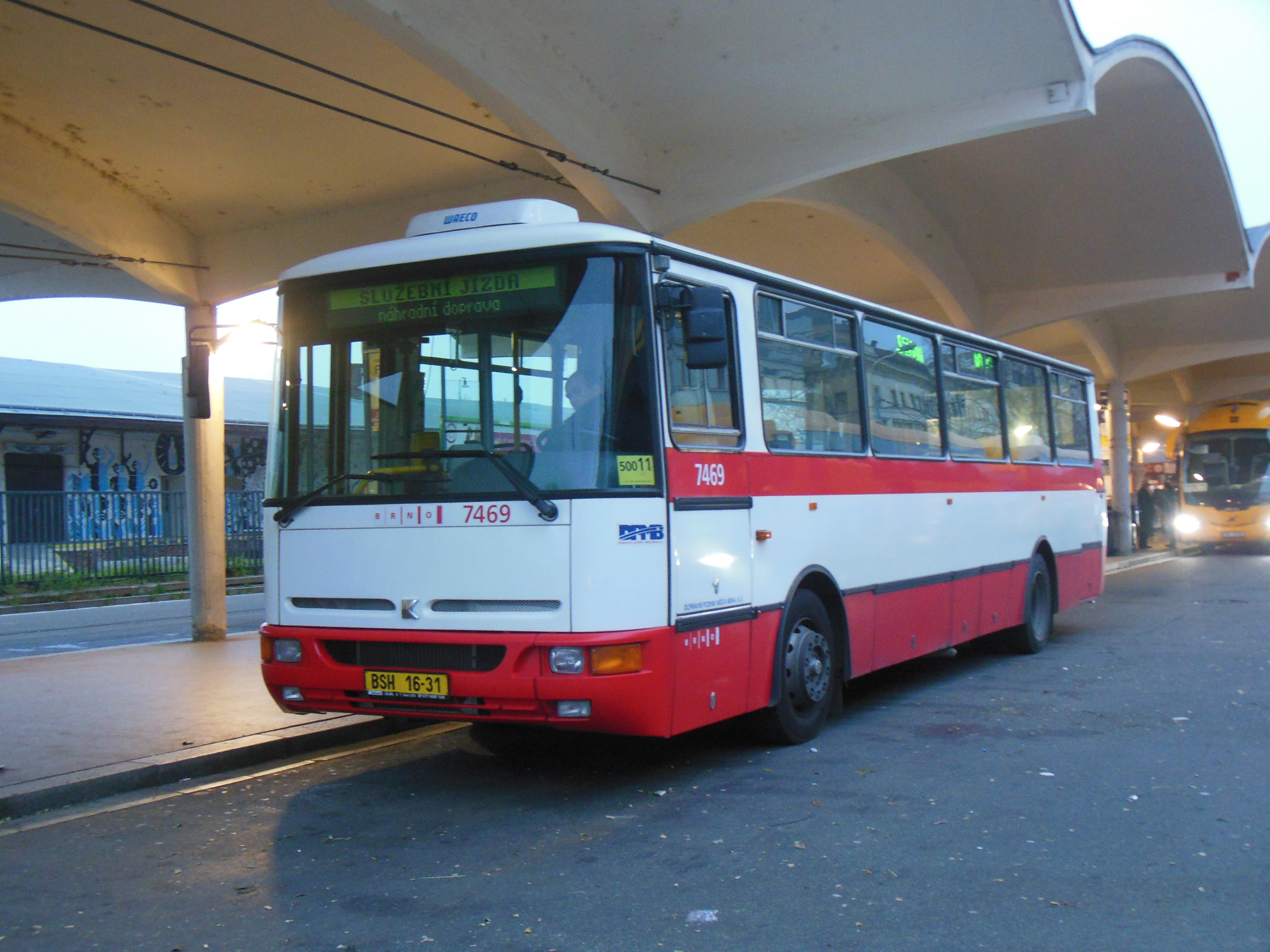
Karosa B 951 w Brnie